# 264. п. н. е.

## Догађаји
- Почетак Пунских ратова између Рима и Картагине